# Cellulase

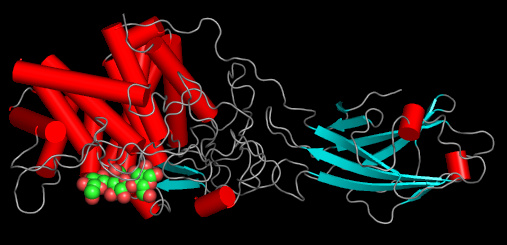
Cellulase

Cellulase of 1,4-(1,3;1,4)-b-D-glucan 4-glucanohydrolase is een groep van verwante enzymen die cellulose-polymeren afbreken (de-polymeriseren) tot β-glucose-monomeren, dikwijls via hydrolyse. Cellulase komt voor in de magen van herkauwers en wordt daar aangemaakt door de darmflora: bacteriën, die in symbiose leven met de herkauwer. De meeste dieren, waaronder de mens, kunnen cellulose in plantenweefsel niet afbreken. Ook schimmels en protozoa maken cellulase voor de afbraak van het weefsel waarop ze voorkomen.
Voor commerciële doeleinden wordt cellulase geproduceerd door schimmels uit het geslacht Trichoderma (T. reesei) en Deuteromycota.

## Cellulase typen
De vijf meest voorkomende cellulases, op basis van het reactietype, zijn:
- Endo-cellulase, dat de bindingen tussen polysacharide-ketens verbreekt en zo de kristalstructuur van cellulose kapot maakt, waardoor de aparte polysacharide-ketens bloot komen te liggen.
- Exo-cellulase knipt 2-4 eenheden van de einden van de blootliggende ketens, waardoor tetrasachariden, of disachariden als cellobiose, ontstaan. Er zijn twee hoofdtypen van exo-cellulases (of cellobio-hydrolasen, afgekort CBH) - het ene type werkt vanaf het gereduceerde eind en het andere type van het niet-gereduceerde eind van cellulose.
- Cellobiase, of bèta-glucosidase hydrolyseert de gevormde exo-cellulase verder in aparte monosachariden.
- Oxidatieve cellulases, bijvoorbeeld cellobiose dehydrogenase (acceptor), de-polymeriseren cellulose door radicaal reacties.
- Cellulose-fosforylasen depolymeriseren cellulose door gebruik te maken van fosfaten in plaats van water.

## Werkingsmechanisme

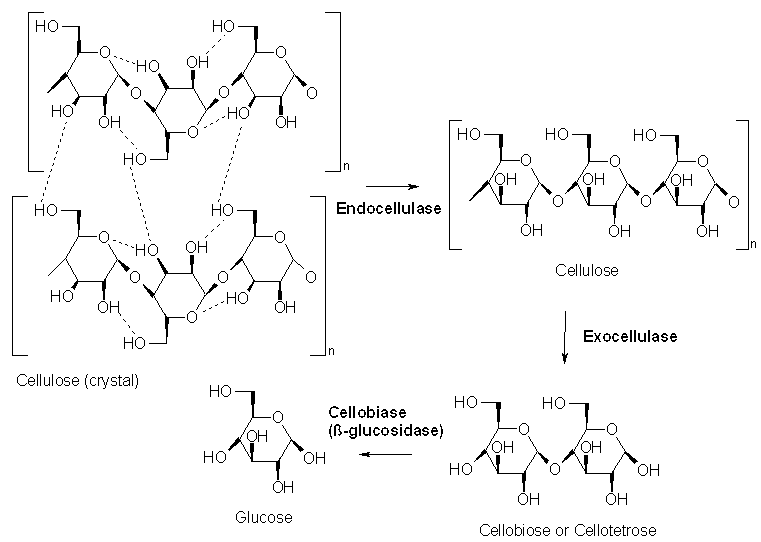
De drie reactietypen gekatalyseerd door cellulase:
1. Verbreken middels hydrolyse van de niet-covalente interacties voorkomend in de kristalstructuur van cellulose (endo-cellulase)
2. Hydrolyse van de aparte cellulose vezels en afbraak tot 2-4 suikereenheden (exo-cellulase)
3. Hydrolyse van de disachariden en tetrasachariden in glucose (bèta-glucosidase).

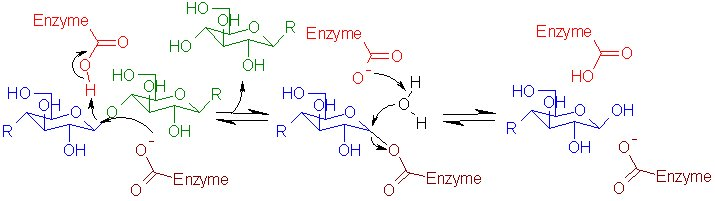
Mechanische details van beta-glucosidase activiteit van cellulase

## Nummers
Het EC-nummer is 3.2.1.4 en het CAS-nummer 9012-54-8.

## Synoniemen
De volgende synoniemen voor cellulase worden gebruikt:
- Endoglucanase
- Endo-1,4-beta-glucanase
- Carboxymethyl cellulase
- Endo-1,4-beta-D-glucanase
- Beta-1,4-glucanase
- Beta-1,4-endoglucan hydrolase
- Celludextrinase
- Avicelase